# Copa Espírito Santo de Futebol de 2013
A Copa Espírito Santo de 2013 , também chamada de Copa ES, foi a 11ª edição do segundo torneio mais importante do estado do Espírito Santo. A disputa ocorreu entre 27 de julho e 29 de setembro com a participação de oito equipes.

## Regulamento
- As oito equipes são divididas em dois grupos de quatro clubes cada um, onde se enfrentam em jogos de ida e volta. Os dois melhores avançam à fase seguinte.
- As quatro equipes remanescentes se dividem novamente em dois grupos de dois clubes cada, sendo o divididos da seguinte forma: 1º colocado de determinado grupo agrupado com o 2º do grupo oposto da fase anterior, em jogos de ida e volta, sendo o vencedor avançando à fase seguinte.
- As duas equipes se enfrentam entre si em jogos de ida e volta. O vencedor se torna campeão da Copa Espírito Santo.

### Critérios de desempate
Em caso de empate por pontos entre dois clubes, os critérios de desempate serão aplicados na seguinte ordem:
1. Número de vitórias
2. Saldo de gols
3. Gols marcados
4. Confronto direto
5. Número de cartões vermelhos
6. Número de cartões amarelos
7. Maior aproveitamento
8. Sorteio

## Participantes
| Equipe        | Cidade                  | Em 2012 | Estádio               | Capacidade | Títulos        |
| ------------- | ----------------------- | ------- | --------------------- | ---------- | -------------- |
| Cachoeiro     | Cachoeiro de Itapemirim | NP      | Moreira Rebello       | 5 500      | 0 (não possui) |
| Desportiva    | Cariacica               | 1º      | Engenheiro Araripe    | 7 500      | 2 (2008, 2012) |
| GEL           | Serra                   | 11º     | Robertão              | 3 000      | 0 (não possui) |
| Linhares      | Linhares                | 7º      | Joaquim Calmon        | 2 000      | 0 (não possui) |
| Pinheiros     | Pinheiros               | NP      | Moura Filho           | 3 000      | 0 (não possui) |
| Real Noroeste | Águia Branca            | 9º      | José Olímpio da Rocha | 3 100      | 1 (2011)       |
| Rio Branco    | Vitória                 | 2º      | Salvador Costa        | 7 500      | 0 (não possui) |
| Vilavelhense  | Vila Velha              | 8º      | Gil Bernardes         | 13 410     | 1 (2006)       |

## Sorteio
O sorteio foi realizando fazendo uma divisão das equipes entre os potes 1 e 2 de acordo com sua classificação no Campeonato Capixaba de Futebol de 2013.
| Rio Branco Pinheiros Real Noroeste Desportiva | Cachoeiro Linhares Vilavelhense GEL |

A FES estipulou que em cada grupo haveria duas equipes de cada pote. Após a realização do sorteio, os grupos ficaram assim definidos:
| Rio Branco Pinheiros Cachoeiro GEL | Desportiva Real Noroeste Linhares Vilavelhense |

## Fase de Grupos
As partidas da primeira fase foram disputadas entre 27 de julho e 31 de agosto. As duas melhores equipes de cada grupo avançaram para a fase final, totalizando quatro classificados.

## Jogos da 1ª Fase
Para ler a tabela, a linha horizontal representa os jogos da equipe como mandante. A coluna vertical indica os jogos da equipe como visitante.
Grupo A
|            | RBR | PIN | CAC | GEL |
| ---------- | --- | --- | --- | --- |
| Rio Branco | —   | 1-2 | 2-1 | 2-0 |
| Pinheiros  | 5-5 | —   | 0-1 | 3-2 |
| Cachoeiro  | 2-1 | 1-1 | —   | 0-1 |
| GEL        | 0-1 | 1-1 | 0-3 | —   |

Grupo B
|               | DES | RNO | LIN | VIL |
| ------------- | --- | --- | --- | --- |
| Desportiva    | —   | 1-1 | 2-0 | 2-0 |
| Real Noroeste | 2-1 | —   | 2-1 | 4-1 |
| Linhares      | 2-6 | 3-4 | —   | 1-2 |
| Vilavelhensee | 3-1 | 0-1 | 0-0 | —   |

## Desempenho por rodada
Grupo A
Clubes que lideraram o Grupo A ao final de cada rodada:
| 1   | 2   | 3   | 4   | 5   | 6   |
| CAC | RBR | RBR | RBR | RBR | CAC |

Clubes que ficaram na última posição do Grupo A ao final de cada rodada:
| 1   | 2   | 3   | 4   | 5   | 6   |
| GEL | GEL | PIN | PIN | GEL | GEL |

Grupo B
Clubes que lideraram o Grupo B ao final de cada rodada:
| 1   | 2   | 3   | 4   | 5   | 6   |
| DES | RNO | RNO | RNO | RNO | RNO |

Clubes que ficaram na última posição do Grupo B ao final de cada rodada:
| 1   | 2   | 3   | 4   | 5   | 6   |
| LIN | LIN | VIL | LIN | LIN | LIN |

## Fase Final
Em itálico, os times que possuem o mando de campo no primeiro jogo do confronto e em negrito os times classificados.
|  | Semifinais    | Semifinais    | Semifinais | Semifinais |   |           | Final | Final | Final | Final |
|  |               |               |            |            |   |           |       |       |       |       |
|  | Desportiva    | 1             | 0          | 1          |   |           |       |       |       |       |
|  | Cachoeiro     | 2             | 2          | 4          |   |           |       |       |       |       |
|  | Cachoeiro     | 2             | 2          | 4          |   | Cachoeiro | 1     | 1     | 2     |       |
|  |               |               |            |            |   | Cachoeiro | 1     | 1     | 2     |       |
|  |               | Real Noroeste | 2          | 1          | 3 |           |       |       |       |       |
|  | Rio Branco    | Real Noroeste | 2          | 1          | 3 | 1         | 2     | 3     |       |       |
|  | Rio Branco    |               |            |            |   | 1         | 2     | 3     |       |       |
|  | Real Noroeste | 0             | 5          | 5          |   |           |       |       |       |       |

### Final
Jogo de ida
| 21 de setembro | Cachoeiro       | 1 – 2     | Real Noroeste                  | Engenheiro Araripe, Cariacica |
| 15:00          | Bruno Alves 24' | Relatório | 16' Manu · 75' Estevão Toniato | Árbitro: ES Rudimar Goltara   |

| Cachoeiro | Real Noroeste |

Jogo de volta
| 28 de setembro | Real Noroeste | 1 – 1     | Cachoeiro  | José Olímpio da Rocha, Águia Branca |
| 15:00          | Edu 46'       | Relatório | 36' Rafael | Árbitro: ES Devarly do Rosário      |

| Real Noroeste | Cachoeiro |

## Premiação
| Copa Espírito Santo de Futebol 2013 |
| ----------------------------------- |
| Real Noroeste Campeão (2° título)   |

## Artilharia
Abaixo, a lista de artilheiros da Copa Espírito Santo: